# Carlos Sainz
Carlos Sainz Cenamor (Madrid, 12 april 1962) is een Spaans rallyrijder. Hij is een tweevoudig wereldkampioen in de rallysport, titels die hij in 1990 en 1992 met Toyota op zijn naam schreef.
Sainz, ook wel bekend als 'El Matador', maakte in de tweede helft van de jaren tachtig zijn opmaak in het wereldkampioenschap rally en brak door als fabrieksrijder bij Toyota Team Europe onder het toenmalig gezag van teambaas Ove Andersson. Na zijn successen met Toyota, reed Sainz voor de fabrieksteams van Subaru, Ford en Citroën, maar keerde tussentijds ook weer terug bij Toyota, waarmee hij in het 1998 seizoen nog dicht bij een derde wereldtitel kwam; letterlijk toen tijdens de slotronde van het kampioenschap zijn auto in het zicht van de finish op de laatste klassementsproef de geest gaf. In het grootste deel van zijn carrière werd hij genavigeerd door Luís Moya.
Sainz behoudt nog steeds het record van de meeste deelnames in het WK en het hoogste aantal punten en podiumplaatsen. Sainz was in 1990 de eerste niet-Scandinavische rallyrijder die de Rally van Finland wist te winnen. Naast  zijn successen in het WK heeft hij ook de Race of Champions weten te winnen in 1997, was hij winnaar van het Azië-Pacific rallykampioenschap in 1990, en ging hij er met de algemene eindzege vandoor tijdens de Dakar-rally van 2010 met Volkswagen. In 2018 won hij de Dakar-rally voor de tweede keer, dit keer met Peugeot. In 2020 won hij de Dakar-rally voor de derde keer, nu in Saoedi-Arabië.
Formule 1-coureur Carlos Sainz jr. is een zoon van Sainz.

## Carrière

### Beginjaren
Carlos Sainz bleek in zijn jonge jaren als het aankwam op sport al als een multitalent. Real Madrid had hem op training en in squash werd hij op 16-jarige leeftijd Spaans kampioen. Op hetzelfde moment proefde hij voor het eerst aan de autosport in de Formule Ford, terwijl hij ook in een gevorderd stadium was in het studeren van rechten. In 1980 viel zijn definitieve keuze op de autosport en debuteerde datzelfde jaar in de rallysport met een Renault 5. Twee jaar verder in 1982, schreef hij de nationale SEAT merkencup op zijn naam. Hierna werd Sainz een vast aanzicht in het Spaans rallykampioenschap met een Renault 5 Turbo en begon zijn eerste rally's te winnen. In 1985 en 1986 werd hij runner-up in het kampioenschap en hij liet zich in het laatstgenoemde jaar ook internationaal gelden met deelnames in het Europees kampioenschap. Een overstap naar een Ford Sierra RS Cosworth ingeschreven door de Spaanse Ford-importeur zag hem in 1987 en 1988 opeenvolgend de titel in het Spaans kampioenschap winnen.

### Wereldkampioenschap rally

#### 1987-1995

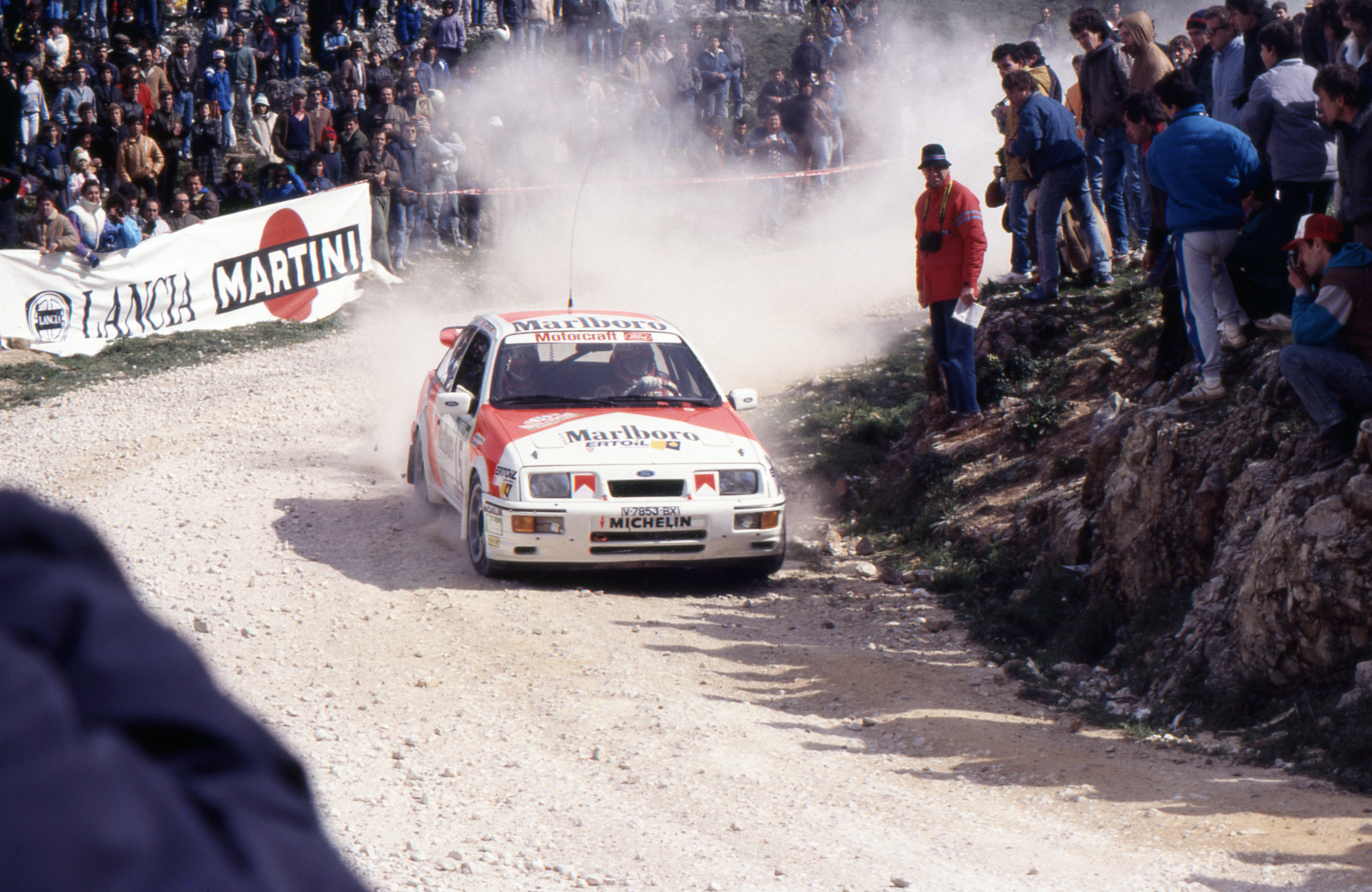
Sainz in een van zijn vroege optredens in het WK rally met de Ford Sierra RS Cosworth

Het debuut van Sainz in het wereldkampioenschap rally kwam in zijn eerste Spaanse kampioenschapsjaar met Ford tijdens de Rally van Portugal in 1987. Hij wist gelijk zijn stempel te drukken door op de openingsproef van de wedstrijd, verreden op het circuit van Estoril, de snelste tijd te noteren. Motorpech kostte de Spanjaard uiteindelijk de finish, maar later in het seizoen behaalde hij in twee optredens alsnog in beide een top tien resultaat. Ondanks zijn blijvende activiteiten op de Spaanse rallypaden werd het vizier langzamerhand gericht op het WK en in 1988 volgde een groter programma als fabrieksrijder bij Ford. Sainz was consistent en eindigde met de inferieure Sierra Cosworth vijfde in Corsica en San Remo. Het was op dit punt dat hij in het oog van Toyota's teambaas Ove Andersson viel, wiens team de grootste oppositie bood aan grootmacht Lancia, die het kampioenschap tot dan toe aan het domineren waren. Sainz werd voor het 1989 seizoen ingelijfd door het team, maar zag hem ondanks zijn snelheid een valse start maken door ongelukken en mechanische pech aan zijn Toyota Celica GT-Four. De tweede seizoenshelft verliep compleet anders en het was daarin dat Sainz zich met een reeks aan podiums bewees als een echte all-rounder die op iedere ondergrond competitief kon zijn. In 1990, na het vertrek van Juha Kankkunen naar Lancia, kon Sainz als de absolute kopman binnen het team van Toyota voor het eerst een gooi doen naar de wereldtitel. Een wisselvallige start voor Sainz zag een ommekeer maken met het behalen van zijn eerste WK-rally overwinning tijdens de Griekse Acropolis Rally, na een fel gevecht met Kankkunen waarvan hij op de laatste etappe van de rally afstand wist te nemen. Sainz zegevierde ook in Nieuw-Zeeland en brak vervolgens de traditie door in Finland de eerste niet-Scandinavische winnaar te worden. Sainz besliste uiteindelijk de wereldtitel in zijn voordeel met een derde plaats in San Remo, voordat hij in de seizoensafsluitende RAC Rally zijn autoriteit nog eens benadrukte met een vierde zege van het jaar. Hoewel Sainz in 1991 zelfs tot vijf keer toe wist te winnen, was een minder verloop van zijn tweede seizoenshelft, waaronder het meemaken van een van zijn zwaarste ongelukken uit zijn carrière in Australië, reden dat hij zijn titel onsuccesvol kon verdedigen en deze na een spannende strijd moest overstaan aan Kankkunen. Een tweede wereldkampioenschap voor Sainz gloorde echter alweer aan de horizon toen hij in het 1992 seizoen in een geheel nieuw Toyota Celica-model met vier overwinningen opnieuw naaste concurrent Kankkunen versloeg in de strijd om de titel.

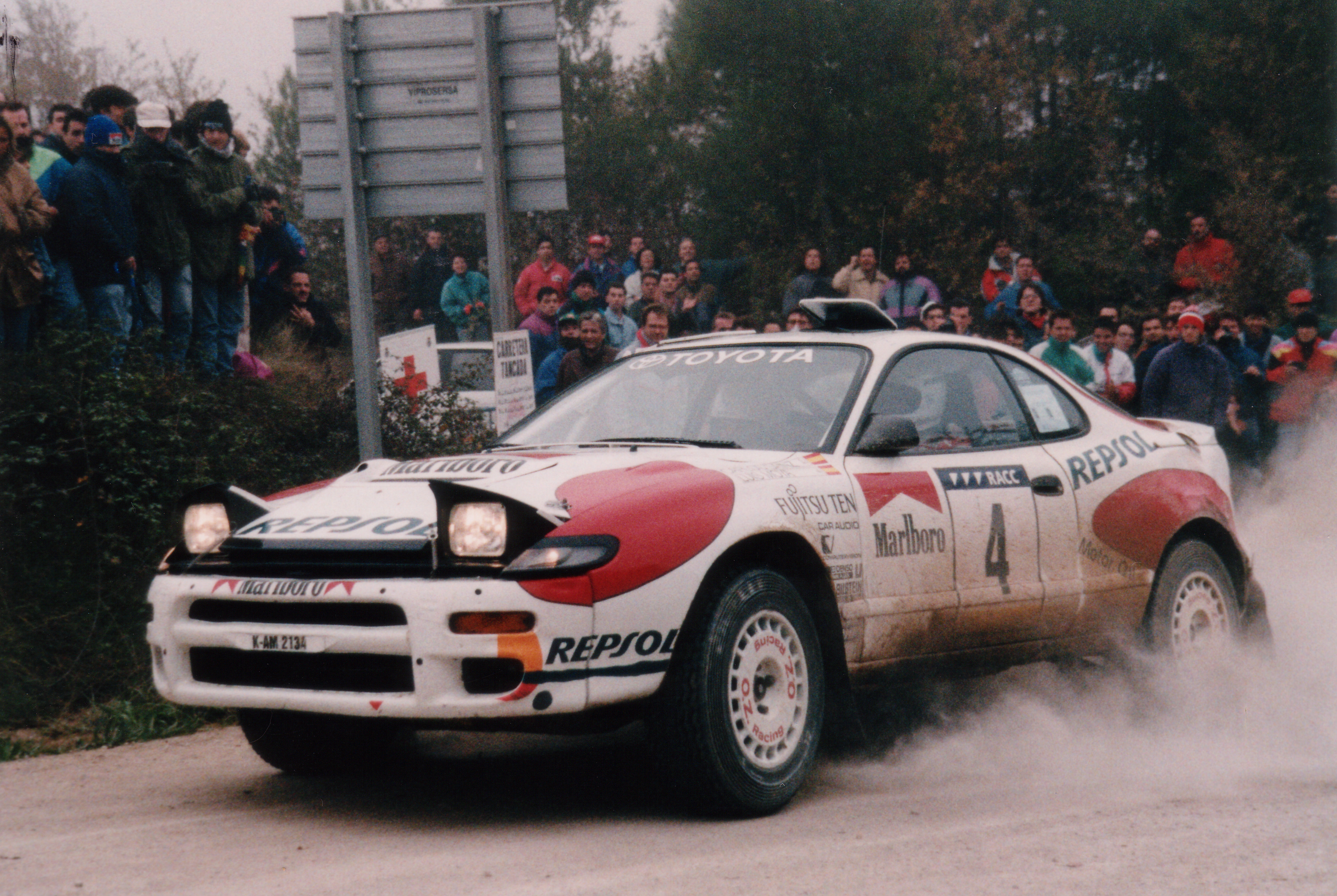
In 1992 greep Sainz naar zijn tweede wereldtitel toe, en zou voor het eerst voor eigen publiek winnen in het WK

Sainz maakte in 1993 een verrassende overstap naar Lancia, al bleek deze keuze meer voor de hand liggend nadat Toyota vanaf dat seizoen Castrol had binnengesleept als nieuwe hoofdsponsor, terwijl Sainz's persoonlijke sponsor het concurrerende Spaanse Repsol was. Het team van Lancia had zich als fabrieksteam al teruggetrokken, maar deden met Sainz aan boord en onder de preparatie diensten van het Italiaanse Jolly Club een laatste poging op WK succes. Het liep uiteindelijk uit op een vruchtloze affaire. Hoewel Sainz competitieve tijden kon neer zetten werd het gaande het seizoen duidelijk dat de auto zonder de benodigde fabriekssteun achterstand aan het oplopen was in de ontwikkeling. Sainz behaalde in Griekenland met een tweede plaats zijn beste resultaat van het seizoen; eenzelfde positie later in het jaar in San Remo werd hem geweigerd met diskwalificatie vanwege het gebruik van illegale brandstof, lang nadat de rally was afgelopen. Na dit debacle tekende Sainz bij het team van Subaru, die zich onder de preparatie van het Prodrive van David Richards als een gevestigd team aan het nestelen waren in het kampioenschap. Hij greep voor hen naar de eerste overwinning van de Subaru Impreza 555 toe in de Acropolis en bracht zichzelf opnieuw in stelling als titelkandidaat, een eer die hij dit keer uitvocht met Toyota's Didier Auriol. Zijn kansen hierop vervlogen echter toen hij tijdens de allesbeslissende slotronde in Groot-Brittannië verongelukte en door de opgelopen schade moest opgeven, terwijl Auriol op dat moment door problemen ver achter hem lag in het klassement. Sainz poetste deze teleurstelling enigszins weg met een sterke seizoensstart in 1995 door in Monte Carlo en Portugal te winnen. Resultaten waren niet optimaal in het midden van het seizoen, maar een controversiële overwinning voor eigen publiek in Spanje bracht Sainz weer helemaal terug in stelling. Het was teamgenoot Colin McRae die aan het einde van de laatste klassementsproef bovenaan stond, maar door het team gedwongen werd een tijdstraf te incasseren en Sainz te laten winnen, zodat beide rijders met ingang van de laatste ronde in Groot-Brittannië nog een kans maakte op de titel. Sainz moest daar met een tweede plaats toezien hoe McRae er door te winnen alsnog aan de haal ging met het kampioenschap.

#### 1996-2002

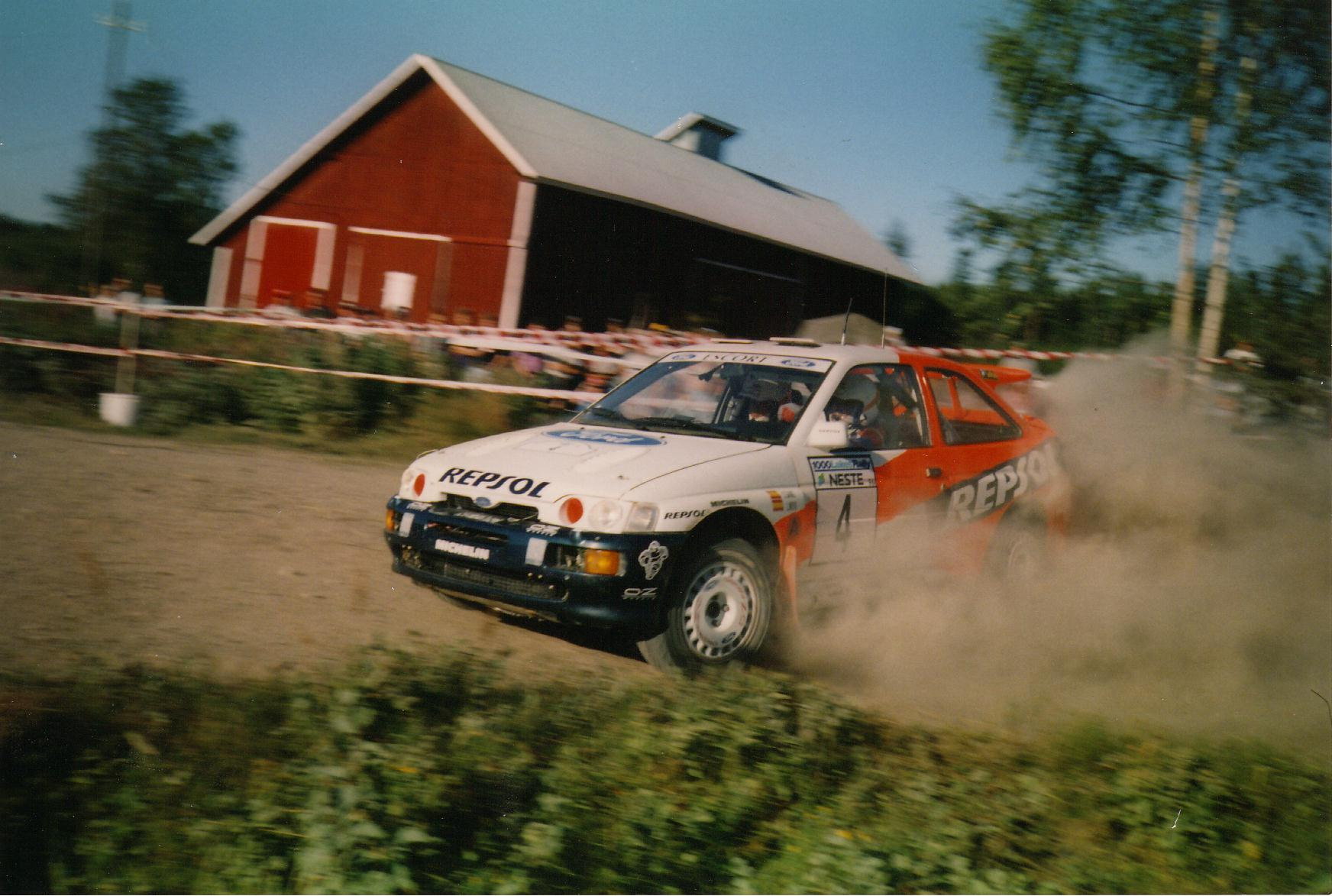
Sainz actief met de Ford Escort RS Cosworth tijdens de Rally van Finland in 1996

Een verse start bij een ander team leek hierna een logische stap voor Sainz en zo keerde hij terug bij Ford, het team waar hij zijn carrière in het WK mee begon. In het laatste jaar onder Groep A reglementen drukte hij de Ford Escort RS Cosworth tot het maximale van zijn prestaties met een overwinning in Indonesië, en reed hij in elke andere rally waarvan hij de finish zag naar het podium toe. In een seizoen dat slechts negen rondes besloeg, waren drie nul-resultaten voor Sainz echter te veel om een mogelijke titel binnen te slepen. In 1997 kwamen de rallyactiviteiten van Ford onder de preparatie van het nieuwe M-Sport van Malcolm Wilson en werd de World Rally Car versie van de Escort mede geïntroduceerd. Sainz bleef aan als kopman binnen het team, maar werd ondanks overwinningen in Griekenland en Indonesië te vaak getroffen door de technische onbetrouwbaarheid van de auto en moest hij zijn titel aspiraties opnieuw laten varen. Net als een kleine tien jaar daarvoor zwaaide hij Ford uit om, dit keer wederom, in te stappen bij Toyota, die nu met de Toyota Corolla WRC een volledige terugkeer maakte in het kampioenschap na de gênante diskwalificatie uit het kampioenschap in 1996 en het gedeelde programma in 1997. Sainz won met hen gelijk de openingsronde van het kampioenschap in Monte Carlo en zou later in het seizoen ook zegevieren in Nieuw-Zeeland. Het kampioenschap liep in het verloop uit op een tweestrijd tussen hem en Mitsubishi's Tommi Mäkinen. Wederom was de seizoensafsluiter in Groot-Brittannië hierin de beslisser, en leek het in eerste instantie in het voordeel te vallen van Sainz, nadat Mäkinen al op openingsetappe een wiel van zijn auto brak en tot opgave werd gedwongen. Sainz was niet vrij van problemen, maar consolideerde een goede uitgangspositie voor het kampioenschap terwijl andere afvielen. Dit deed hij tot de laatste kilometer van de laatste klassementsproef van de wedstrijd, toen zijn Corolla WRC door motorpech langzaamaan tot stilstand kwam en Sainz in het zicht van de finish zijn derde wereldtitel als sneeuw voor de zon zag verdwijnen, waardoor Mäkinen alsnog de gelukkige kampioen werd dat jaar. De dramatiek van 1998 werd gevolgd door een wat ingetogen seizoen in 1999 voor Sainz, die Toyota met het zicht op een vertrek naar de Formule 1 in ieder geval wel een titel bij de constructeurs opleverde. Hoewel Sainz tot acht keer toe op het podium stond, ontbrak er voor hem een overwinning en speelde dit keer geen rol in de titelstrijd, daar waar teamgenoot Auriol wel in verwikkeld was.

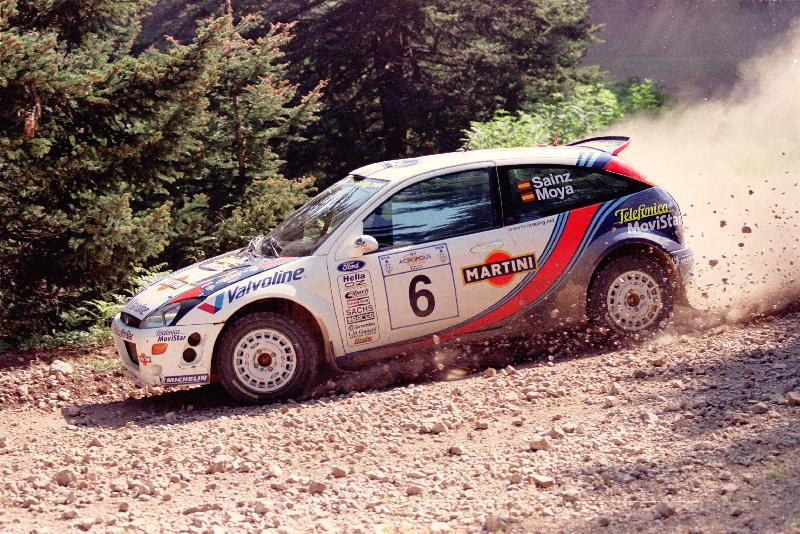
Sainz, opnieuw in dienst bij Ford, tijdens de Rally van Griekenland in het 2000 seizoen

Het afscheid van Toyota uit het kampioenschap was voor Sainz de voorbode op een driejarige terugkeer bij Ford, nu met McRae opnieuw als zijn teamgenoot. Werd hem tijdens de Acropolis Rally door instructies van het team nog een zege ontnomen in het voordeel van McRae, tijdens de inaugurele WK-ronde van Cyprus greep hij na twee jaar droogte weer naar een overtuigende overwinning toe, om uiteindelijk in het kampioenschap derde te worden. In 2001 zou hij opnieuw niet winnen, maar zijn constante (podium) resultaten waren genoeg om hem, in het nauwe gevecht dat gedurende het seizoen vooraan plaatsvond, tot de laatste ronde van het kampioenschap in de race te houden. Alle kanshebbers op Richard Burns na zagen daar de finish echter niet, en terwijl Burns naar zijn eerste wereldtitel greep, viel Sainz met zijn nul-resultaat nog terug tot buiten het top vijf klassement. In 2002 was de Peugeot dominantie met Marcus Grönholm achter het stuur te groot, maar werd Sainz in het nauwe gevecht daarachter uiteindelijk derde in het kampioenschap. Zijn enige WK-rally zege dat jaar, in Argentinië, werd hem echter in de handen geschoven na de diskwalificatie van de Peugeot's van Grönholm en Burns.

#### 2003-2005

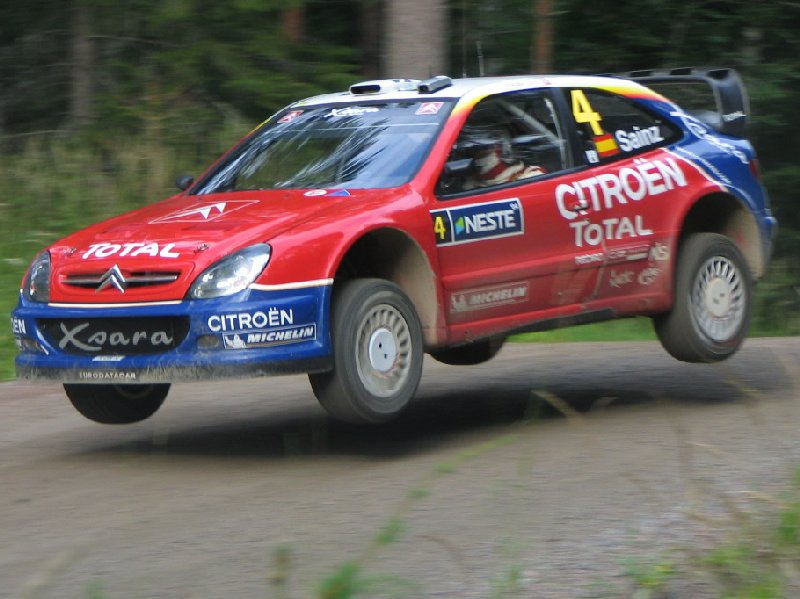
Sainz reed als laatste voor Citroën in het WK rally, hier in Finland in 2004

Terwijl Ford een nieuwe koers insloeg met het aantrekken van jonge rijders, had Citroën voor hun eerste volledige seizoen in 2003 behoefte aan ervaring en nam het zowel Sainz als McRae over van Ford, die daarmee ook zouden fungeren als steunpilaren voor Citroën's protegé Sébastien Loeb. Na een compleet Citroën podium in Monte Carlo, was het Sainz die het team hun eerste overwinning bracht op onverhard, tijdens de inaugurele Rally van Turkije. Het seizoen zag vooral de schifting van een jongere generatie rijders die het gezicht van het kampioenschap begonnen te kenmerken, maar een betrouwbare Sainz bleef met zijn constante resultaten een rol spelen in de titelstrijd. Een ongeluk in de afsluitende ronde in Groot-Brittannië was daarom voor Sainz een onkarakteristieke wijze om zich in het kampioenschap buitenspel te zetten, dat juist nu een prooi werd voor een van de nieuwe smaakmakers: Subaru's Petter Solberg. Maar alle resultaten bij elkaar bezorgde Citroën wel hun eerste wereldtitel bij de constructeurs. Sainz werd voor 2004 behouden door Citroën als teamgenoot van Loeb. Die wist zich dat jaar definitief te onderscheiden en zou met zes overwinningen gedurende het seizoen zijn eerste van in totaal negen wereldtitels op zijn naam schrijven. Sainz was opnieuw immer constant en greep in Argentinië naar zijn 26e en laatste WK-rally overwinning uit zijn carrière. Daarmee werd hij in het aantal overwinningen de meest succesvolle rijder uit de geschiedenis van het wereldkampioenschap rally; een record dat relatief kort heeft gestaan, toen het door Loeb met een zege in de Rally van Japan in 2006 uit de boeken werd gereden (Marcus Grönholm en Sébastien Ogier zijn hem hierin sindsdien ook voorbijgegaan). Sainz kondigde niet lang daarna aan zijn carrière in het WK rally na afloop van het seizoen te stoppen. Omdat hij door een opgelopen blessure in een ongeluk voorafgaand aan de slotronde in Australië daar niet aan de start verscheen, kwam zijn laatste optreden dat seizoen voor eigen publiek in Spanje, waar hij in stijl als derde zou eindigen. Een laatste verrassing kwam uiteindelijk nog in 2005, toen Sainz voor twee rally's, in Turkije en Griekenland, de plaats innam van Citroën's nieuwkomer François Duval, die tot dan toe tegenviel in zijn resultaten. Sainz zou beide rally's in de top vijf finishen en in Griekenland zelfs het podium met een derde plaats voor de laatste keer betreden.

### Latere carrière

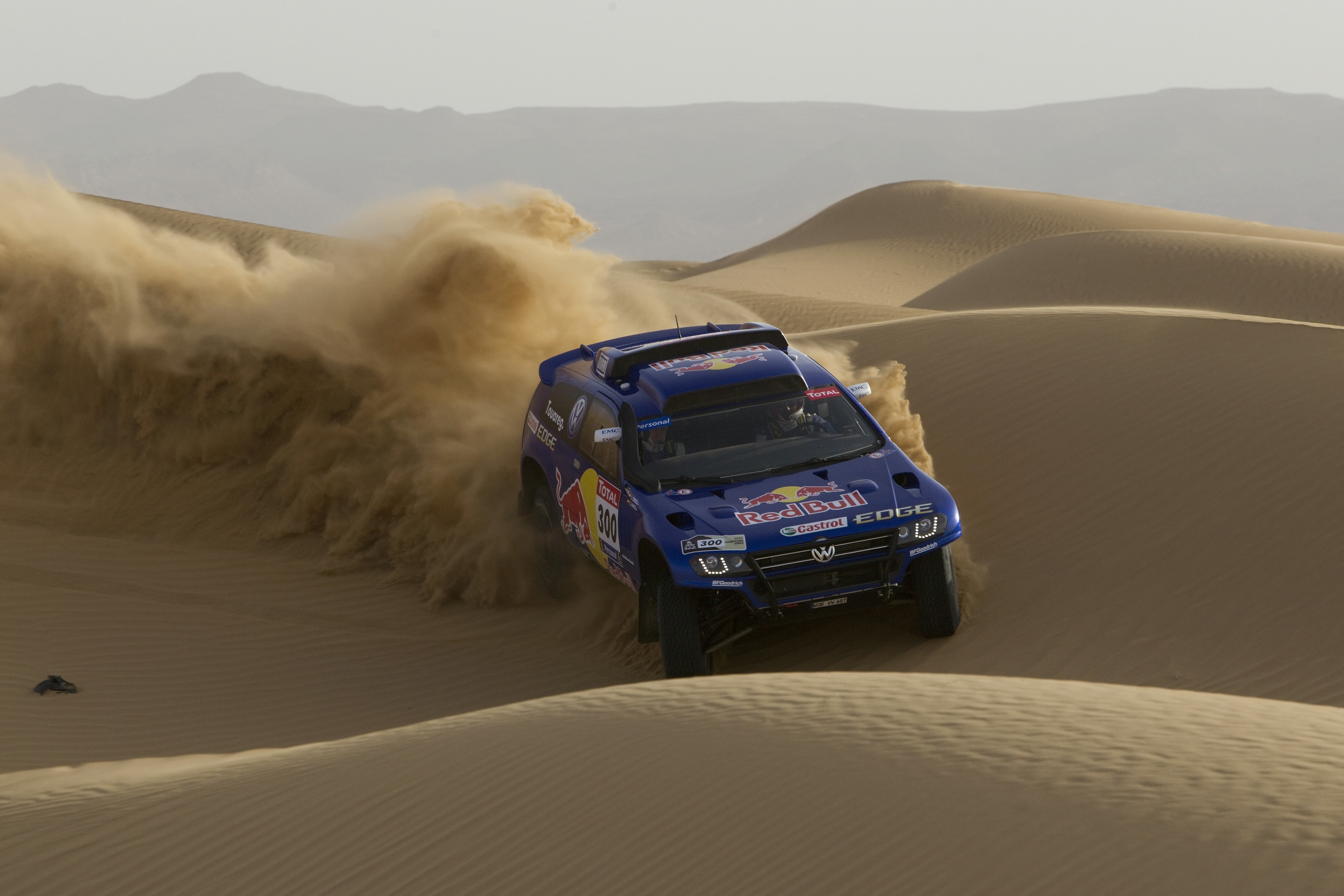
Sainz op weg naar de overwinning in de Dakar-rally editie van 2010

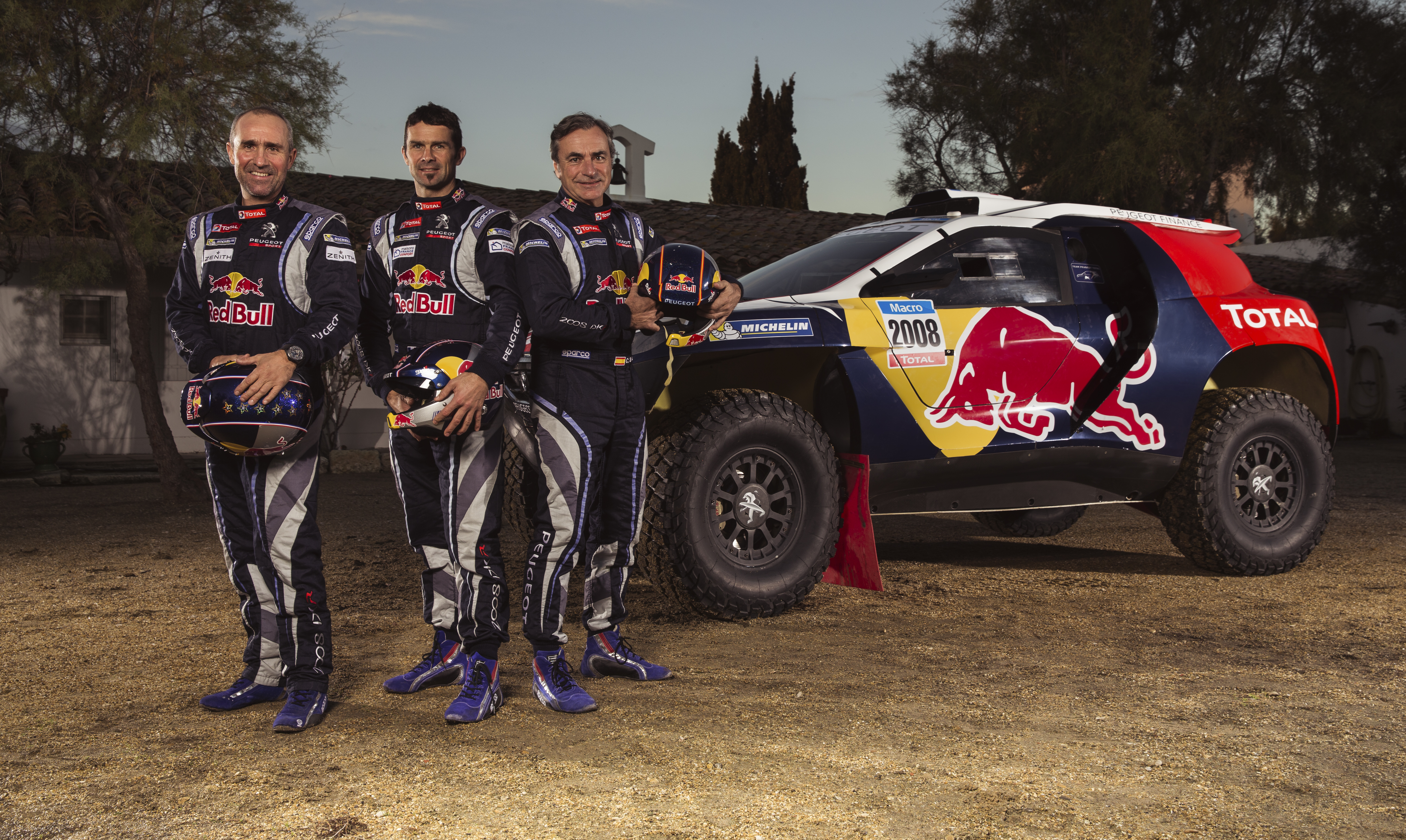
Sainz (rechts) als onderdeel van het Peugeot Dakar team in 2014

Eind 2005 kondigde hij aan deel te gaan nemen aan de Dakar-rally voor het team van Volkswagen, te beginnen in 2006. Tijdens de 2007 editie deed hij voor het eerst echt vooraan mee in het klassement, maar Volkswagen kon nog niet de betrouwbaarheid vinden die voornaamste concurrent Mitsubishi wel had. Sainz won dat jaar wel de Cross-Country Rally World Cup, en in 2008 de Central Europe Rally, verreden in Roemenië en Oekraïne; een alternatief evenement van de Dakar-rally die eerder dat jaar na terreurdreiging werd afgelast. In 2009 moest hij tijdens de Dakar in leidende positie opgeven na een ongeluk. Later dat jaar schreef hij wel de Russische Silk Way Rally op zijn naam. Deze rally diende als voorbereiding voor de 2010 editie van Dakar die hij dat jaar na een felle strijd met Volkswagen teamgenoot Nasser Al-Attiyah uiteindelijk zou winnen, en zou later in het jaar opnieuw zegevieren in de Silk Way. In 2011 eindigde hij de Dakar als derde. Volkswagen stopte hierna met haar activiteiten in het evenement en kondigde aan dat het vanaf 2013 ging deelnemen aan het WK rally met de Volkswagen Polo R WRC. Sainz kreeg daarin de rol als fungerend testrijder. Voor 2014 tekende Sainz een meerjarig contract bij Peugeot, die vanaf dat jaar een terugkeer maakten in de Dakar en andere langeafstandswedstrijden. Met hen won hij uiteindelijk zijn tweede Dakar in 2018.
Als trouwe aanhanger, nam Sainz in 2006, zonder succes, ook een gooi naar het vicepresidentschap van Real Madrid, waar hij ooit op jonge leeftijd mee getraind heeft.

## Complete resultaten in het wereldkampioenschap rally
| Seizoen | Inschrijving                | Auto                      | 1       | 2       | 3       | 4       | 5       | 6       | 7       | 8       | 9      | 10      | 11      | 12      | 13      | 14      | 15    | 16      | Pos. | Punten |
| ------- | --------------------------- | ------------------------- | ------- | ------- | ------- | ------- | ------- | ------- | ------- | ------- | ------ | ------- | ------- | ------- | ------- | ------- | ----- | ------- | ---- | ------ |
| 1987    | Marlboro Rally Team         | Ford Sierra RS Cosworth   | MON     | ZWE     | POR DNF | KEN     | FRA 7   | GRI     | VST     | NZL     | ARG    | FIN     | IVK     | ITA     |         |         |       |         | 35   | 7      |
| 1987    | RAC de España               | Ford Sierra RS Cosworth   |         |         |         |         |         |         |         |         |        |         |         |         | GBR 8   |         |       |         | 35   | 7      |
| 1988    | Carlos Sainz                | Ford Sierra RS Cosworth   | MON     | ZWE     | POR DNF | KEN     |         |         |         |         |        |         |         |         |         |         |       |         | 11   | 26     |
| 1988    | Ford Motor Co Ltd.          | Ford Sierra RS Cosworth   |         |         |         |         | FRA 5   | GRI     | VST     | NZL     | ARG    | FIN 6   | IVK     | ITA 5   | GBR 7   |         |       |         | 11   | 26     |
| 1989    | Toyota Team Europe          | Toyota Celica GT-Four     | ZWE     | MON DNF | POR DNF | KEN     | FRA DNF | GRI DNF | NZL     | ARG     | FIN 2  | AUS     | ITA 3   | IVK     | GBR 2   |         |       |         | 8    | 42     |
| 1990    | Toyota Team Europe          | Toyota Celica GT-Four     | MON 2   | POR DNF |         | FRA 2   | GRI 1   | NZL 1   | ARG 2   | FIN 1   | AUS 2  | ITA 3   | IVK     | GBR 1   |         |         |       |         | 1    | 140    |
| 1990    | Toyota Team Kenya           | Toyota Celica GT-Four     |         |         | KEN 4   |         |         |         |         |         |        |         |         |         |         |         |       |         | 1    | 140    |
| 1991    | Toyota Team Europe          | Toyota Celica GT-Four     | MON 1   | ZWE     | POR 1   |         | FRA 1   | GRI 2   | NZL 1   | ARG 1   | FIN 4  | AUS DNF | ITA 6   | IVK     | SPA DNF | GBR 3   |       |         | 2    | 143    |
| 1991    | Toyota Team Kenya           | Toyota Celica GT-Four     |         |         |         | KEN DNF |         |         |         |         |        |         |         |         |         |         |       |         | 2    | 143    |
| 1992    | Toyota Team Europe          | Toyota Celica Turbo 4WD   | MON 2   | ZWE     | POR 3   |         | FRA 4   | GRI DNF | NZL 1   | ARG 2   | FIN    | AUS 3   | ITA     | SPA 1   | IVK     | GBR 1   |       |         | 1    | 144    |
| 1992    | Toyota Team Kenya           | Toyota Celica Turbo 4WD   |         |         |         | KEN 1   |         |         |         |         |        |         |         |         |         |         |       |         | 1    | 144    |
| 1993    | Jolly Club                  | Lancia Delta HF Integrale | MON 14  | ZWE     | POR DNF | KEN     | FRA 4   | GRI 2   | ARG DNF | NZL 4   | FIN    | AUS DNF | ITA DSQ | SPA DNF | GBR     |         |       |         | 8    | 35     |
| 1994    | 555 Subaru World Rally Team | Subaru Impreza 555        | MON 3   | ZWE     | POR 4   | KEN     | FRA 2   | GRI 1   | ARG 2   | NZL DNF | FIN 3  | AUS     | ITA 2   | SPA     | GBR DNF |         |       |         | 2    | 99     |
| 1995    | 555 Subaru World Rally Team | Subaru Impreza 555        | MON 1   | ZWE DNF | POR 1   | KEN     | FRA 4   | GRI     | NZL DNS | ARG     | FIN    | AUS DNF | ITA     | SPA 1   | GBR 2   |         |       |         | 2    | 85     |
| 1996    | Ford Motor Co Ltd.          | Ford Escort RS Cosworth   | MON     | ZWE 2   | POR     | KEN DNF | IND 1   | FRA     | GRI 3   | NZL     | ARG 2  | FIN DNF | AUS 3   | ITA 2   | SPA DNF | GBR     |       |         | 3    | 89     |
| 1997    | Ford Motor Co Ltd.          | Ford Escort WRC           | MON 2   | ZWE 2   | KEN DNF | POR DNF | SPA 10  | FRA 2   | ARG DNF | GRI 1   | NZL 2  | FIN DNF | IND 1   | ITA 4   | AUS DNF | GBR 3   |       |         | 3    | 51     |
| 1998    | Toyota Castrol Team         | Toyota Corolla WRC        | MON 1   | ZWE 2   | KEN DNF | POR 2   | SPA 7   | FRA 8   | ARG 2   | GRI 4   | NZL 1  | FIN 2   | ITA 4   | AUS 2   | GBR DNF |         |       |         | 2    | 56     |
| 1999    | Toyota Castrol Team         | Toyota Corolla WRC        | MON DNF | ZWE 2   | KEN 3   | POR 2   | SPA DNF | FRA 3   | ARG 5   | GRI 2   | NZL 6  | FIN 3   | CHN 3   | ITA DNF | AUS 2   | GBR DNF |       |         | 5    | 44     |
| 2000    | Ford Motor Co Ltd.          | Ford Focus RS WRC 00      | MON 2   | ZWE DNF | KEN 4   | POR 3   | SPA 3   | ARG DNF | GRI 2   | NZL 3   | FIN 14 | CYP 1   | FRA 3   | ITA 5   | AUS DSQ | GBR 4   |       |         | 3    | 46     |
| 2001    | Ford Motor Co Ltd.          | Ford Focus RS WRC 01      | MON 2   | ZWE 3   | POR 2   | SPA 5   | ARG 3   | CYP 3   | GRI DNF | KEN DNF | FIN 6  | NZL 4   | ITA 4   | FRA DNF | AUS 8   | GBR DNF |       |         | 6    | 33     |
| 2002    | Ford Motor Co Ltd.          | Ford Focus RS WRC 02      | MON 3   | ZWE 3   | FRA 6   | SPA DNF | CYP 11  | ARG 1   | GRI 3   | KEN DNF | FIN 4  | DUI 8   | NZL DNF | ITA 4   | AUS 4   | GBR 3   |       |         | 3    | 36     |
| 2003    | Citroën Total               | Citroën Xsara WRC         | MON 3   | ZWE 9   | TUR 1   | NZL 12  | ARG 2   | GRI 2   | CYP 5   | DUI 6   | FIN 4  | AUS 5   | ITA 4   | FRA 2   | SPA 7   | GBR DNF |       |         | 3    | 63     |
| 2004    | Citroën Total               | Citroën Xsara WRC         | MON DNF | ZWE 5   | MEX 3   | NZL 6   | CYP 3   | GRI 19  | TUR 4   | ARG 1   | FIN 3  | DUI 3   | JPN 5   | GBR 4   | ITA 3   | FRA 3   | SPA 3 | AUS DNS | 4    | 73     |
| 2005    | Citroën Total               | Citroën Xsara WRC         | MON     | ZWE     | MEX     | NZL     | ITA     | CYP     | TUR 4   | GRI 3   | ARG    | FIN     | DUI     | GBR     | JPN     | FRA     | SPA   | AUS     | 13   | 11     |

#### Overwinningen
| #  | Seizoen | Rally                                  | Navigator  | Auto                    |
| -- | ------- | -------------------------------------- | ---------- | ----------------------- |
| 1  | 1990    | 37th Acropolis Rally                   | Luís Moya  | Toyota Celica GT-Four   |
| 2  | 1990    | 21st Rothmans Rally of New Zealand     | Luís Moya  | Toyota Celica GT-Four   |
| 3  | 1990    | 40th 1000 Lakes Rally                  | Luís Moya  | Toyota Celica GT-Four   |
| 4  | 1990    | 46th Lombard RAC Rally                 | Luís Moya  | Toyota Celica GT-Four   |
| 5  | 1991    | 59ème Rallye Automobile de Monte-Carlo | Luís Moya  | Toyota Celica GT-Four   |
| 6  | 1991    | 25º Rallye de Portugal                 | Luís Moya  | Toyota Celica GT-Four   |
| 7  | 1991    | 35ème Tour de Corse - Rallye de France | Luís Moya  | Toyota Celica GT-Four   |
| 8  | 1991    | 22nd Rothmans Rally of New Zealand     | Luís Moya  | Toyota Celica GT-Four   |
| 9  | 1991    | 11º Rallye Argentina                   | Luís Moya  | Toyota Celica GT-Four   |
| 10 | 1992    | 40th Martini Safari Rally              | Luís Moya  | Toyota Celica Turbo 4WD |
| 11 | 1992    | 23rd Rothmans Rally of New Zealand     | Luís Moya  | Toyota Celica Turbo 4WD |
| 12 | 1992    | 28º Rallye Catalunya - Costa Brava     | Luís Moya  | Toyota Celica Turbo 4WD |
| 13 | 1992    | 48th Lombard RAC Rally                 | Luís Moya  | Toyota Celica Turbo 4WD |
| 14 | 1994    | 41st Acropolis Rally                   | Luís Moya  | Subaru Impreza 555      |
| 15 | 1995    | 63ème Rallye Automobile de Monte-Carlo | Luís Moya  | Subaru Impreza 555      |
| 16 | 1995    | 29º TAP Rallye de Portugal             | Luís Moya  | Subaru Impreza 555      |
| 17 | 1995    | 31º Rallye Catalunya - Costa Brava     | Luís Moya  | Subaru Impreza 555      |
| 18 | 1996    | 21st Bank Utama Rally Indonesia        | Luís Moya  | Ford Escort RS Cosworth |
| 19 | 1997    | 44th Acropolis Rally                   | Luís Moya  | Ford Escort WRC         |
| 20 | 1997    | 22nd Rally Indonesia                   | Luís Moya  | Ford Escort WRC         |
| 21 | 1998    | 66ème Rallye Automobile de Monte-Carlo | Luís Moya  | Toyota Corolla WRC      |
| 22 | 1998    | 29th Rally of New Zealand              | Luís Moya  | Toyota Corolla WRC      |
| 23 | 2000    | 29th Rally Cyprus                      | Luís Moya  | Ford Focus RS WRC 00    |
| 24 | 2002    | 22º Rally Argentina                    | Luís Moya  | Ford Focus RS WRC 02    |
| 25 | 2003    | 4th Rally of Turkey                    | Marc Martí | Citroën Xsara WRC       |
| 26 | 2004    | 24º Rally Argentina                    | Marc Martí | Citroën Xsara WRC       |

## Resultaten in de Dakar-rally
| Editie | Klassement | Klassement | Klassement | Klassement | Etappe-overwinningen | Resultaat |
| Editie | Motor      | Quad       | Auto       | Truck      | Etappe-overwinningen | Resultaat |
| ------ | ---------- | ---------- | ---------- | ---------- | -------------------- | --------- |
| 2006   |            |            | X          |            | 4                    | 11        |
| 2007   |            |            | X          |            | 5                    | 9         |
| 2009   |            |            | X          |            | 6                    | DNF       |
| 2010   |            |            | X          |            | 2                    | 1         |
| 2011   |            |            | X          |            | 7                    | 3         |
| 2013   |            |            | X          |            | 1                    | DNF       |
| 2014   |            |            | X          |            | 2                    | DNF       |
| 2015   |            |            | X          |            | 0                    | DNF       |
| 2016   |            |            | X          |            | 2                    | DNF       |
| 2017   |            |            | X          |            | 0                    | DNF       |
| 2018   |            |            | X          |            | 2                    | 1         |
| 2019   |            |            | X          |            | 1                    | 13        |
| 2020   |            |            | X          |            | 1                    | 1         |